# Антоніо Аматі
Антоніо Аматі (італ. Antonio Amati, Кремона, 1540–1638) — італійський скрипковий майстер, син Андреа Аматі. 
Працював у 1555–1577 роках з батьком, покращивши його стиль, та з братом Джироламо Аматі.

## Скрипки
Антоніо конструював скрипки разом з братом Джироламо. Ці скрипки були зроблені з хорошої деревини та покриті гарним лаком. В основному його скрипки були подібні на батьківські, за винятком того, що мали плоску форму. Лак на перших скрипках був насичений та темний, на подальших скрипках набув оранжевого кольору. Сила звуку більша, ніж на батьківських скрипках. Тембр чистий та м'який.